# Вайде ван Нікерк
Вайде ван Нікерк (англ. Wayde van Niekerk; 15 липня 1992, Кейптаун) — південноафриканський легкоатлет, спеціалізується на дистанції 400 метрів, олімпійський чемпіон, чемпіон світу 2015 та 2017 років на дистанції 400 метрів, рекордсмен світу на цій дистанції, побив рекорд Майкла Джонсона, який вистояв 16 років.

## Кар'єра
Його першими міжнародними змаганнями став чемпіонат світу серед юніорів 2010 року, на якому він зайняв 4-е місце в бігу на 200 метрів.
4 липня 2015 року на змаганнях Meeting Areva встановив рекорд Африки в бігу на 400 метрів — 43,96. Він став першим африканцем, якому вдалося пробігти цю дистанцію швидше за 44 секунди. Його рекорд простояв всього один день, так як вже 5 липня 2015 року Ісаак Маквала показав результат 43,72.
Став переможцем чемпіонату світу 2015 року з рекордом Африки — 43,48. Цей результат став 4-м у списку найшвидших на цій дистанції за всю історію. Повторив свій успіх на Лодонському чемпіонаті світу 2017 року.
Золоту олімпійську медаль та звання олімпійського чемпіона виборов на Олімпіаді в Ріо-де-Жанейро 2016 року на дистанції 400 метрів.
На чемпіонаті світу 2017 року, що проходив у Лондоні, ван Нікерк замахнувся на перемогу як на дистанції 400 метрів, так і на двохсотметрівці. 400 метрів він виграв, на двісті фінішував другим.